# Andrés Bertomeu
Andrés Bertomeu (* 21. Januar 1976 in Mannheim) ist ein deutscher Schlagzeuger, Keyboarder und Verrophon-Spieler mit spanisch-ungarischen Wurzeln.

## Künstlerisches Schaffen
Nach dem Abitur studierte Andrés Bertomeu zunächst an der Musikhochschule Mannheim klassisches Schlagzeug. Schon während des Studiums begann er als freier Orchesterschlagzeuger zu arbeiten (unter anderem in der Oper Frankfurt, im Radio-Sinfonieorchester Stuttgart des SWR, im Nationaltheater Mannheim, der Badischen Staatskapelle Karlsruhe und der Staatsphilharmonie Rheinland-Pfalz). Parallel dazu war er Drummer in verschiedenen Rock-/Pop-Formationen wie der Ska-Band Ngobo Ngobo oder bei Popgear, der Gewinner-Band des 1. Mannheim Music Award.
2002 erreichte er mit der von Gagey Mrozek (Kin Ping Meh, Herbert Grönemeyer) produzierten Rockabilly-Pop-Band The Flames mit dem Afri-Cola-Song Everytime Platz 13 in den deutschen Single-Charts. Auch in Österreich und der Schweiz gelangte der Titel in die Top 20. Bis zu seinem Ausstieg 2011 trat Andrés Bertomeu bei den Flames als Multi-Instrumentalist auf und spielte live Keyboard, Vibrafon und ein zweites Drumset. Mit der Band wurde er 2003 mit dem Radio Regenbogen Award ausgezeichnet.
2005 übernahm er die vakante Drummer-Position bei der für wenige Konzerte wiedervereinigten Krautrock-Band Kin Ping Meh und trommelte unter anderem ein Konzert in Bonn, das für den WDR-Kraut-Rockpalast aufgezeichnet wurde.

## Karriere als Glasmusiker
Seit 2006 ist Andrés Bertomeu auch einer von wenigen professionellen Verrophon-Spielern weltweit. Er war Gast beim Ensemble für zeitgenössische Musik Collegium Novum Zürich und arbeitet mit Orchestern wie dem Rundfunk-Sinfonieorchester Berlin, der Oper Zürich, den Essener Philharmonikern, den Heidelberger Philharmonikern oder dem Staatstheater Karlsruhe. Seit 2008 ist er als Glasmusiker und Multi-Instrumentalist fester Bestandteil der Show Lost and Found Orchestra, einer neuen Produktion der britischen Percussion-Performance-Gruppe Stomp.

## Diskografie

### The Flames
- 2002: Everytime (Single)
- 2005: Strike a Light (Album)
- 2009: Caution: Heat Inside (Album)
- 2011: Things Come Out Right (Single)